# Dead Inside
«Dead Inside» es una canción de la banda de rock alternativo británica Muse. Fue lanzada como sencillo principal del álbum Drones el 23 de marzo de 2015.

## Composición
«Dead Inside» abre la historia de Drones, representando el protagonista siendo traicionado y maltratado por su pareja abusiva. "El protagonista pierde la esperanza y se vuelve 'muerto por dentro' y, por tanto, vulnerable a las fuerzas oscuras que se presentan en «Psycho» y que prevalecen en el resto de las canciones del álbum hasta su eventual defección".
Aunque nunca fue confirmado, la canción fue interpretada por algunos tabloides como una referencia a la relación fallida entre Bellamy y Kate Hudson. El cantante explicó que la canción detalla sobre "perder la idea del amor" y cómo "el final de una relación causa que una persona se vuelve muerta por dentro". Bellamy añadió: "Me fui muy hacia dentro, muy en mis paranoias, sentimientos extraños y experiencias de vida. Es bastante personal. No hay mucho amor en este álbum". En esa misma línea, la revista Rolling Stone describió el tema como una "canción sobre una relación terrorífica" que "establece el drama" del álbum.
«Dead Inside» tiene claras influencias de bandas de los años 80 como Depeche Mode y Prince, artistas que ya habían inspirado otras canciones de la banda en el pasado.

## Video musical
El 3 de abril de 2015, Muse subió algunas fotos de la filmación de su nuevo video musical a sus redes sociales, así como a la cuenta de Instragram del baterista de la banda, Dominic Howard. Dos días más tarde, la bailarina contemporánea americana Kathryn McCormick de So You Think You Can Dance y el finalista Will Wingfield confirmaron su presencia en el video musical. El video fue dirigido por Robert Hales.

## Lista de canciones
CD single

| N.º | Título        | Duración |  |
| 1.  | «Dead Inside» | 4:23     |  |
| 2.  | «Psycho»      | 5:28     |  |

Sencillo promocional

| N.º | Título                     | Duración |  |
| 1.  | «Dead Inside» (Radio edit) | 3:50     |  |

## Posicionamiento en listas
| Listas (2015)                               | Mejor posición |
| ------------------------------------------- | -------------- |
| Bélgica (Flandes) (Ultratip Bubbling Under) | 12             |
| Bélgica (Valonia) (Ultratop 50)             | 28             |
| Canadá (Canadian Hot 100)                   | 94             |
| Finlandia (OFC)                             | 26             |
| Francia (SNEP)                              | 23             |
| Escocia (Scottish Singles Sales Chart)      | 43             |
| Suiza (Schweizer Hitparade)                 | 44             |
| Reino Unido (UK Singles Chart)              | 71             |